# 原田喜市
原田 喜市（はらだ きいち、1972年11月30日 - ）は、日本の馬術選手。蒜山ホースパーク代表、オールド・フレンズ・ジャパン代表。山形県出身。

## 略歴
1972年11月30日 山形県山形市生まれ。西蔵王の乗馬クラブの長男として生まれ、6歳から乗馬を始める。中学時代には馬術のほか剣道やスキーにも取り組んだ。1989年、17歳で出場した北海道国体で2位になる。そこで杉谷昌保に声をかけられ、大阪府和泉市の杉谷乗馬クラブでトレーニングを始める。
2000年、28歳の時に岡山国体にむけた強化選手として声がかかり、岡山県佐伯町（現・和気町）の乗馬クラブに移籍。馬場馬術に転向するため中俣修に指導を受け、2004年に埼玉国体で成年男子馬場馬術競技（セントジョージ賞典）を初優勝すると2007年まで4連覇する。2007年に株式会社ノアを設立し、岡山県真庭市の蒜山ホースパークの指定管理者となる。2015年に愛馬エジスターとともに全日本馬場馬術選手権で優勝し、翌2016年にリオデジャネイロオリンピック、2018年の世界馬術選手権に出場。2019年に再び全日本馬場馬術選手権を制した後、2020年東京オリンピックを目指して権利獲得のため渡米。2020年にCDI3* Wellington FLを制する。しかし、新型コロナウイルス感染症の影響で五輪出場を断念し、国際大会に集中。2021年にはフェアリーテイルSで全日本馬場馬術選手権3勝目をあげた。
2021年4月、岡山県真庭市蒜山で引退競走馬関連団体の一般社団法人オールド・フレンズ・ジャパンを立ち上げた。自らが引退競走馬の再調教を手掛け、エイコーンパスで2021年の全日本内国産選手権に出場し7位、メイショウテンシャで引退競走馬杯(RRC)ファイナル2021に出場し3位の成績を収めた。

## 主な成績

### オリンピック競技大会
- 2016年リオデジャネイロ（ ブラジル）
  - 馬場馬術 個人45位、団体11位（エジスター）

### 世界馬術選手権
- 2018年トライオン（ アメリカ合衆国）
  - 馬場馬術 個人60位、団体14位（エジスター）
- 2022年ヘアニング（ デンマーク）
  - 馬場馬術 個人74位、団体15位（サー・ギャラント）[10]

### その他
- 2020年 CDI3* Wellington FL（ アメリカ合衆国）
  - 馬場馬術 グランプリ競技1位（エジスター）
  - 馬場馬術 グランプリ自由演技1位（エジスター）